# Fifty South Sixth
Le Fifty South Sixth  est un gratte-ciel de bureaux de 123 mètres de hauteur construit à Minneapolis de 1999 à 2001. 
L'immeuble a coûté 80 millions de $.
Le bâtiment abrite des bureaux sur 30 étages desservis par 18 ascenseurs.
Les étages inférieurs abritent des places de parking.
Son architecte sont les agences Skidmore, Owings & Merrill LLP et Kendall/Heaton Associates Inc.